# Liste der Baudenkmale in Lunow-Stolzenhagen
In der Liste der Baudenkmale in Lunow-Stolzenhagen sind alle Baudenkmale der brandenburgischen Gemeinde Lunow-Stolzenhagen und ihrer Ortsteile aufgelistet. Grundlage ist die Veröffentlichung der Landesdenkmalliste mit dem Stand vom 31. Dezember 2020. Die Bodendenkmale sind in der Liste der Bodendenkmale in Lunow-Stolzenhagen aufgeführt.

## Baudenkmale nach Ortsteilen
In den Spalten befinden sich folgende Informationen:
- ID-Nr.: Die Nummer wird vom Brandenburgischen Landesamt für Denkmalpflege vergeben. Ein Link hinter der Nummer führt zum Eintrag über das Denkmal in der Denkmaldatenbank. In dieser Spalte kann sich zusätzlich das Wort Wikidata befinden, der entsprechende Link führt zu Angaben zu diesem Denkmal bei Wikidata.
- Lage: die Adresse des Denkmales und die geographischen Koordinaten. Link zu einem Kartenansichtstool, um Koordinaten zu setzen. In der Kartenansicht sind Denkmale ohne Koordinaten mit einem roten beziehungsweise orangen Marker dargestellt und können in der Karte gesetzt werden. Denkmale ohne Bild sind mit einem blauen bzw. roten Marker gekennzeichnet, Denkmale mit Bild mit einem grünen beziehungsweise orangen Marker.
- Bezeichnung: Bezeichnung in den offiziellen Listen des Brandenburgischen Landesamtes für Denkmalpflege. Ein Link hinter der Bezeichnung führt zum Wikipedia-Artikel über das Denkmal.
- Beschreibung: die Beschreibung des Denkmales
- Bild: ein Bild des Denkmales und gegebenenfalls einen Link zu weiteren Fotos des Baudenkmals im Medienarchiv Wikimedia Commons

### Lunow
| ID-Nr.            | Lage                          | Bezeichnung                                                                                              | Beschreibung | Bild                        |
| ----------------- | ----------------------------- | --- | --- | --------------------------- |
| 09175263          | (Lage)                        | Begräbnisstätte der Roten Armee, auf dem Dorfplatz                                                       | | BW                          |
| 09175262 Wikidata | Bauernstraße 30 (Lage)        | Dorfkirche sowie Kirchhof mit Portal, Einfriedung (teilw.), Leichenhalle, Wagenschuppen und Leichenwagen | Die evangelische Kirche wurde in der zweiten Hälfte des 13. Jahrhunderts erbaut, der Turmaufsatz kam im Jahre 1751 errichtet. Es ist ein Saalbau aus Feldsteinen mit einem kreuzförmigen Satteldach. Im Inneren befindet sich ein Kanzelaltar aus Holz, erstellt wurde der Kanzelaltar von 1720 bis 1725. Die Orgel ist aus dem Jahr 1848. | weitere Bilder              |
| 09175104          | Fischerstraße 22 (Lage)       | Kindergarten mit Hofgebäude                                                                              | Es ist ein ein- und zweigeschossiger Bau im Heimtstill Erbaut wurde der Kindergarten im Jahre 1906. | Kindergarten mit Hofgebäude |
| 09175998          | Hohensaatener Straße 1 (Lage) | Wohnhaus und Stall                                                                                       | | BW                          |
| 09176001          | Kameruner Straße 16 (Lage)    | Wohnhaus                                                                                                 | | BW                          |

### Stolzenhagen
| ID-Nr.            | Lage                            | Bezeichnung                                               | Beschreibung | Bild                                                      |
| ----------------- | ------------------------------- | --------------------------------------------------------- | --- | --------------------------------------------------------- |
| 09175299          | Auf dem Wall ()                 | Begräbnisstätte der Roten Armee                           | | ein Bild hochladen                                        |
| 09175298 Wikidata | Ernst-Thälmann-Straße (Lage)    | Kirche                                                    | Die ursprüngliche Kirche wurde aus Feldsteinen im 13. Jahrhundert erbaut. Im Jahre 1999 wurde die Kirche renoviert. | weitere Bilder                                            |
| 09175117          | Ernst-Thälmann-Straße 12 (Lage) | Bauerngehöft mit Wohnhaus, zwei Stallgebäuden und Scheune | | Bauerngehöft mit Wohnhaus, zwei Stallgebäuden und Scheune |
| 09175112          | Ernst-Thälmann-Straße 14 (Lage) | Wohnhaus                                                  | | Wohnhaus                                                  |
| 09175300          | Kietz 3 (Lage)                  | Gutshaus                                                  | | Gutshaus                                                  |